# Federazione cestistica dell'Ungheria
La Magyar Kosarlabdázók Országos Szövetsége (acronimo MKOS) è l'ente che controlla e organizza la pallacanestro in Ungheria.
La federazione controlla inoltre le nazionali ungheresi. Ha sede a Budapest e l'attuale presidente è Janos Berenyi.
È affiliata alla FIBA dal 1935 e organizza il campionato di pallacanestro ungherese.